# Meedo houstoni
Meedo houstoni är en spindelart som beskrevs av Main 1987. Meedo houstoni ingår i släktet Meedo och familjen Gallieniellidae.
Artens utbredningsområde är Western Australia. Inga underarter finns listade i Catalogue of Life.